# Закариадзе, Серго Александрович
Серго́ (Серге́й) Алекса́ндрович Закариа́дзе (груз. სერგო ალექსანდრეს ძე ზაქარიაძე; 18 июня [1 июля] 1909, Баку — 12 апреля 1971, Тбилиси) — грузинский, советский актёр театра и кино, мастер художественного слова (чтец), педагог. Народный артист СССР (1958). Лауреат Ленинской премии (1966), двух Сталинских премий (1946, 1952), премии Ленинского комсомола (1965) и Государственной премии Грузинской ССР имени Ш. Руставели (1971)

## Биография
Родился 18 июня (1 июля) 1909 года (по другим источникам — в 1907 году) в Баку (ныне — в Азербайджане) (по другим источникам — в Зестафони).
Окончил гимназию (ныне школа № 1) в Зестафони, в годы учёбы играл в футбольной команде города и был её капитаном. Позже играл центральным защитником тбилисского «Динамо».
Учился на филологическом факультете Тбилисского университета. В 1926 году поступил в Тифлисский драматический театр имени Ш. Руставели как сотрудник вспомогательного состава.
В 1928—1956 годах — актёр 2-го Государственного драматического театра в Кутаиси (ныне Тбилисский академический театр имени К. Марджанишвили), организованного К. Марджанишвили. В 1930 году театр был переведён в Тифлис. Ученик К. А. Марджанишвили и А. В. Ахметели.
В 1956 году возвратился в Тбилисский драматический театр имени Ш. Руставели. Много выступал на эстраде. В его репертуаре было чтение произведений грузинских прозаиков и поэтов. В 1955—1960 годах вёл педагогическую работу по сценической речи в Тбилисском театральном институте.
Его творчество отмечено упорством в осуществлении замыслов, глубоким интеллектом, смелостью. Мастерски находил выразительные черты характера своих сценических героев. Удавались ему и драматические, и характерные, и комедийные роли.
Депутат Верховного Совета СССР 7—8 созывов с 1966 года.
Умер 12 апреля (по другим источникам 13 апреля) 1971 года в Тбилиси. Похоронен в Пантеоне деятелей грузинской культуры на горе Мтацминда (надгробие — Мераб Бердзенишвили). На надгробном камне указаны годы рождения и смерти: 1907—1971.

### Семья
- Брат — Бухути Закариадзе (1913—1988), актёр театра и кино. Народный артист Грузинской ССР (1965).
- Сын — Гурам Закариадзе (1932 г.р.). Внучки — Нино и Тамрико.

## Награды и звания
- Народный артист Грузинской ССР (1946)
- Народный артист СССР (1958)
- Сталинская премия первой степени (1946) — за исполнение роли князя Шадимана Бараташвили в фильме «Георгий Саакадзе» (2-я серия)
- Сталинская премия второй степени (1952) — за исполнение роли Гигаури в спектакле «Его звезда» И. О. Мосашвили
- Премия Ленинского комсомола (1965) — за исполнение роли Георгия Махарашвили в фильме «Отец солдата» (1964)
- Ленинская премия (1966) — за исполнение роли Георгия Махарашвили в фильме «Отец солдата»
- Государственная премия Грузинской ССР имени Шота Руставели (1971 — посмертно)
- Орден Ленина (1967)
- Орден Трудового Красного Знамени (1944)
- Орден «Знак Почёта» (1950)[8]
- Медаль «За доблестный труд в Великой Отечественной войне 1941—1945 гг.»
- Медаль «За трудовую доблесть» (1941)[9]
- Всесоюзный кинофестиваль (Первый приз за мужскую роль, фильм «День последний, день первый», 1960, Минск)
- IV Московский международный кинофестиваль (Приз за актёрскую работу в фильме «Отец солдата», 1965).

## Творчество

### Роли в театре

#### Тбилисский академический театр имени К. Марджанишвили
- 1931 — «Три толстяка» Ю. К. Олеши — Тибул
- 1937 — «Из искры» Ш. Н. Дадиани — Доментий
- 1938 — «Свадьба колхозника» П. М. Какабадзе — колхозник Джибило
- 1942 — «Царь Ираклий» Л. П. Готуа — поэт Бесики
- 1944 — «Багратиони» А. А. Самсония — Багратиони
- 1945 — «Непобедимые» Л. П. Готуа — капитан Ратиани
- 1945 — «Изгнанник» В. Пшавелы — Бах
- 1946 — «Давид Строитель» Л. П. Готуа — царь Давид
- 1952 — «Его звезда» И. О. Мосашвили — Гигаури
- 1952 — «Хозяйка гостиницы» К. Гольдони — кавалер Риппафрата
- 1954 — «Секретарь райкома» Р. Ш. Табукашвили — секретарь райкома Георгий
- 1956 — «Лавина» М. Н. Мревлишвили — Тиниберг
- «Уриэль Акоста» К. Гуцкова — Уриэль Акоста

#### Тбилисский драматический театр им. Ш. Руставели
- 1956 — «Царь Эдип» Софокла — Эдип
- 1957 — «Борис Годунов» А. С. Пушкина — Шуйский
- 1960 — «Бахтриони» по В. Пшавелы — Прорицатель
- 1961 — «Пиросмани» Г. Д. Нахуцришвили — Пиросмани
- 1961 — «В бурю» С. Д. Клдиашвили — нэпман Симон Чачиашвили
- 1968 — «Мещане» М. Горького; постановка Г. А. Товстоногова — Тетерев
- 1969 — «Пока арба не перевернулась» О. Ш. Иоселиани — Минаго

### Фильмография
- 1935 — Последние крестоносцы — Торгвай
- 1936 — Дарико — Симоно
- 1939 — Родина — шпион Сордион
- 1941 — Дружба — Варден
- 1942—1943 — Георгий Саакадзе — князь Шадиман Бараташвили
- 1943 — Кутузов — П. И. Багратион
- 1948 — Кето и Котэ — эпизод
- 1953 — Великий воин Албании Скандербег — Лаоникус, монах-летописец
- 1959 — День последний, день первый — Георгий
- 1962 — Морская тропа — Старик
- 1963 — Палиастоми — Иване
- 1964 — Отец солдата — Георгий Махарашвили
- 1965 — Новогодний календарь
- 1966 — Встреча с прошлым — Алмасхан
- 1967 — Скоро придёт весна — Минаго
- 1969 — Не горюй! — доктор Леван Цинцадзе
- 1970 — Ватерлоо — фельдмаршал Блюхер

## Память
- Киногерою фильма «Отец солдата» Георгию Махарашвили, которого сыграл С. Закариадзе, воздвигнут скульптурный памятник в Гурджаани (Грузия)
- В честь артиста в советское время был назван сухогруз «Серго Закариадзе», приписанный к Новороссийскому морскому пароходству до 2000 годов.